# Kivu Ruhorahoza
Kivu Ruhorahoza, né le 6 décembre 1982 à Kigali (Rwanda), est un réalisateur, scénariste et producteur rwandais.
Il est internationalement connu pour son long métrage Matière grise qui a remporté la mention spéciale du jury pour le meilleur cinéaste émergent au Festival du film de Tribeca 2011 et la mention spéciale du jury œcuménique au Festival du film de Varsovie 2011. Il a également remporté le Grand Prix du Festival du Film français de Tübingen, le Prix du Meilleur réalisateur et du Prix Signis du Festival du Film africain de Cordoue et le Prix Spécial du Jury du Festival du Film africain de Khouribga au Maroc.

## Biographie
Kivu est entré dans la carrière cinématographique en 2004 en tant qu'assistant de production pour Eric Kabera, un producteur rwandais, il a ensuite été promu directeur de production, où il aidait les équipes de nouvelles venant au Rwanda de la BBC ou CNN, mais sa passion était le cinéma.

## Matière grise
La carrière de Kivu Ruhorahoza est lancée en 2011 après la sortie de son premier long métrage Matière grise, un film sur les traumatismes et la folie au lendemain du génocide rwandais de 1994. Le film a été produit au Rwanda dans une situation financière instable, mais il a eu un grand succès et a été présenté dans des festivals de films internationaux prestigieux tels que ceux de Tribeca, Melbourne, Varsovie, Rotterdam, Dubaï, Durban, Göteborg et le Rio.

## Thing of the Aimless Wanderer
En 2014, Kivu a commencé la production de son deuxième long métrage Things of the Aimless Wanderer, un film sur le sujet sensible des relations entre les «locaux» et les occidentaux. Film sur la paranoïa, la méfiance et les malentendus, le film a été entièrement tourné sur une BlackMagic Cinema Camera, avec un petit budget et une équipe entièrement locale. Il a été officiellement sélectionné pour la première au Sundance Film Festival dans le programme New frontier.

## Filmographie
- 2011 : Matière grise
- 2015 : Thing of the Aimless Wanderer
- 2022 : Father's Day

## Récompenses et distinctions
- (en) Kivu Ruhorahoza: Awards, sur l'Internet Movie Database